# Ким Джи Ён
Ким Джи Ён (Ким Чи Ён; кор. 김지연; род. 12 марта 1988, Сеул) — корейская фехтовальщица на саблях, олимпийская чемпионка 2012 года в личном первенстве, многократный призёр чемпионатов мира.

## Биография
Ким Джи Ён начала заниматься фехтованием в 13-летнем возрасте, при этом на начальном этапе своей карьере она фехтовала на рапирах. В шестнадцатилетнем возрасте Ким поменяла оружие и стала саблисткой.
В состав сборной Ким впервые попала в 2006 году, но длительное время не являлась лидером сборной, находясь в тени более успешных фехтовальщиц. Первым серьёзным успехом в карьере кореянки стала Универсиада 2011 года в Китае, где она завоевала как индивидуальную бронзу, так и командную.
В начале олимпийского сезона Ким показала ряд хороших результатов и подошла к Олимпиаде пятой в мировом рейтинге. В Олимпийских соревнованиях Ким без проблем дошла до полуфинала, где её соперницей стала двукратная олимпийская чемпионка — американка Мариэль Загунис. В упорной борьбе кореянка оказалась сильнее, победив действующую чемпионку со счётом 15-13. В финале Ким со счетом 15-7 одолела россиянку Софью Великую и стала первой в истории Южной Кореи женщиной-олимпийской чемпионкой в фехтовании.
На чемпионате мира 2013 года в Будапеште Ким завоевала первую медаль чемпионатов мира, став третьей в личном первенстве. В том же году на Универсиаде в Казани кореянка стала второй в личном зачёте, а в командном первенстве кореянки стали победительницами.
В 2017 году на чемпионате мира кореянка стала вице-чемпионкой в командном первенстве, уступив итальянкам.
В 2018 году в личном первенстве на гран-при по фехтованию на саблях «Московская сабля» заняла третье место. В том же году кореянка стала бронзовым призёром чемпионата мира в командном турнире саблисток, а ещё через месяц она поднялась на третью строчку пьедестала почёта в индивидуальных соревнованиях на Азиатских играх. Через год Ким Джи Ён вновь выиграла бронзу в командном первенстве на чемпионате мира.

## Комментарии
1. ↑  В некоторых источниках — по системе Холодовича[1][2].